# La Font Vella (Moià)
La Font Vella és una font de Moià (Moianès) inclosa a l'Inventari del Patrimoni Arquitectònic de Catalunya.

## Descripció
L'antiga Font Vella es troba emplaçada en un mur format per grans carreus de pedra picada. Adossat al mur hi ha esculpit en pedra l'escut de Moià. Avui la font és regulada per una aixeta. Conserva part dels abeuradors antics.

## Història
Aquesta font fou construïda l'any 1634 al capdamunt del carrer de la Cendra (avui carrer Francesc Viñas). Per una inscripció a la mateixa font sabem que va ésser reedificada l'any 1709 fent-se'n càrrec de les despeses econòmiques la vila. L'aigua que sobrava per l'abastiment del poble la feien servir els paraires per tenyir, però aviat va ésser insuficient; el 1868 - 70 es feia venir l'aigua del cantó de Passarell i al 1931 es portava aigua de la Crespiera.